# Trey Mourning
Trey Mourning (Coconut Grove, Florida, 21 de agosto de 1995) es un baloncestista estadounidense que actualmente se encuentra sin equipo. Con 2,06 metros de estatura, juega en la posición de alero. Es hijo del exjugador y miembro del Basketball Hall of Fame, Alonzo Mourning.

## Trayectoria deportiva

### Universidad
Jugó cuatro temporadas con los Georgetown de la Universidad de Georgetown, en las que promedió 3,2 puntos y 2,0 rebotes por partido. Se perdió la temporada 2017-18 entera debido a una lesión que necesitó intervención quirúrgica.

### Profesional
Tras no ser elegido en el Draft de la NBA de 2019, disputó las Ligas de Verano de la NBA con los Miami Heat, con los que en siete partidos promedió 3,6 puntos y 2,1 rebotes. El 26 de octubre fue elegido en la segunda posición del Draft de la NBA G League por los Sioux Falls Skyforce. En su primera temporada, y hasta el parón por el coronavirus, promedió 5,6 puntos y 2,9 rebotes por partido saliendo desde el banquillo.